# Benigno De Grandi
Benigno De Grandi (Salsomaggiore Terme, 15 de junio de 1924 - ibídem, 11 de diciembre de 2014) fue un entrenador y futbolista italiano que jugaba en la demarcación de centrocampista.

## Biografía
Se formó en el Salsomaggiore Sportiva, club de su ciudad natal, hasta que en 1945 fue traspasado al US Fiorenzuola 1922. Un año después, formó parte del equipo del Mantova FC, donde jugó sólo dos partidos en las dos temporadas que jugó. Tras un breve paso por el USD 1913 Seregno Calcio, se fue al AC Milan. En su segunda y última temporada con el equipo, ganó la Serie A en la temporada 1950/1951. En 1951 fichó por el US Città di Palermo, y tras ser cedido un año al UC Sampdoria, volvió al equipo palermitano, donde se retiró en 1957. En 1964, se convirtió en entrenador del Spezia Calcio 1906. Tras el equipo de La Spezia, entrenó al US Città di Palermo, Taranto FC 1927, FC Turris 1944 ASD y al FC Bolzano 1996, antes de volver al Palermo, club que entrenó por última vez.
Falleció el 11 de diciembre de 2014 a los 90 años de edad.

## Clubes

### Como futbolista
| Club                    | País   | Año         | Partidos | Goles |
| ----------------------- | ------ | ----------- | -------- | ----- |
| US Fiorenzuola 1922     | Italia | 1945 - 1946 | ¿?       | ¿?    |
| Mantova FC              | Italia | 1946 - 1948 | 2        | 0     |
| USD 1913 Seregno Calcio | Italia | 1948 - 1949 | 28       | 11    |
| AC Milan                | Italia | 1949 - 1951 | 42       | 3     |
| US Città di Palermo     | Italia | 1951 - 1954 | 79       | 6     |
| UC Sampdoria (cedido)   | Italia | 1954 - 1955 | 0        | 0     |
| US Città di Palermo     | Italia | 1955 - 1957 | 18       | 6     |

### Como entrenador
| Club                 | País   | Año         |
| -------------------- | ------ | ----------- |
| Spezia Calcio 1906   | Italia | 1964 - 1965 |
| US Palmese 1912      | Italia | 1966 - 1967 |
| US Città di Palermo  | Italia | 1971 - 1972 |
| Taranto FC 1927      | Italia | 1972        |
| FC Turris 1944 ASD   | Italia | 1973 - 1974 |
| FC Bolzano 1996      | Italia | 1974 - 1975 |
| US Città di Palermo  | Italia | 1975 - 1976 |
| SSD Alba Alcamo 1928 | Italia | 1984 - 1985 |

## Palmarés

### Campeonatos nacionales
| Título  | Club     | País   | Año  |
| ------- | -------- | ------ | ---- |
| Serie A | AC Milan | Italia | 1951 |